# Buekorps

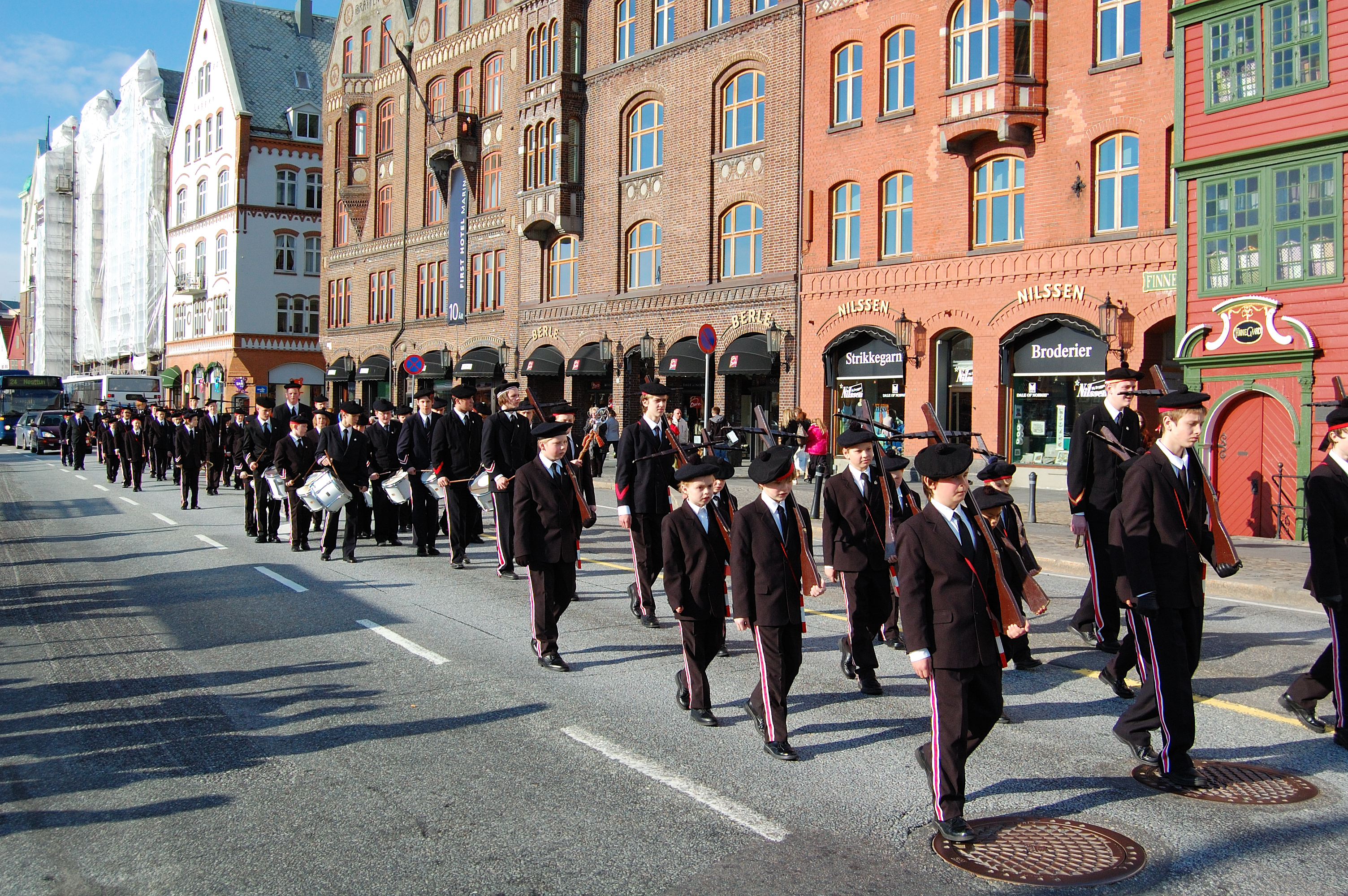
Buekorpsmarsch i Bergen 2009

Buekorps (sv. ungefär bågkåren eller bågkåristerna) är organisationer, historiskt huvudsakligen för pojkar i staden Bergen i Norge. Buekorps har historiskt existerat i Stavanger och Trondheim. Idag associeras företeelsen buekorps helt och hållet till Bergen, i synnerhet till stadens äldsta stadsdelar som Skuteviken och Nordnæs. När Vågens bataljon instiftade en kår för flickor 1991 bröts traditionen att endast pojkar kan upptas i kårerna.

## Utrustning
Klädsel och insignier er är noga reglerade. Variationer förekommer ifråga om mundering kårerna emellan; alla buekorpsmedlemmar är utrustade med vapenattrapper (armborst, leksaksgevär) och är iklädda uniform och huvudbonad, som gärna är lik basker eller skotsk . Deltagarna mellan 10 och 20 år. Kårerna sköter sig själva. Vuxna tillåts inte styra upp verksamheten. Tidigare kårmedlemmar, veteraner, brukar medverka och bidra ekonomiskt till verksamheten.
Kårerna har givetvis inga militära uppgifter. Medlemmarna deltar i ceremonier, i paradmarscher och uppvisningar. Marschsäsongen, som börjar i mars, pågår maj månad ut. Kåristerna samlas och övar på lördagseftermiddagarna. Uppdraget är att förhöja stämningen, understryka en exklusiv bergensk, lokalhistorisk dimension under exempelvis det norska nationaldagsfirandet.

## Bakgrund
Som den äldsta kåren räknas Skutevikens Buekorps, en bataljon har funnits åtminstone sedan 1853. Kårerna är indelade i enheter efter militärt mönster. 